# Bādābsar
Bādābsar (persiska: باد آب سَر, بادابسر) är en ort i Iran.   Den ligger i provinsen Mazandaran, i den norra delen av landet, 240 km öster om huvudstaden Teheran. Bādābsar ligger 1 419 meter över havet och antalet invånare är 109.
Terrängen runt Bādābsar är kuperad norrut, men söderut är den bergig. Bādābsar ligger nere i en dal. Runt Bādābsar är det ganska tätbefolkat, med 96 invånare per kvadratkilometer. Närmaste större samhälle är Pīteh Now, 13,2 km norr om Bādābsar. Trakten runt Bādābsar består till största delen av jordbruksmark.